# Айтадж Шаріфова
Айтадж Шаріфова (азерб. Aytac Şərifova; нар. 8 січня 1997, Азербайджан) — азербайджанська футболістка, воротар казахстанського клубу «Окжетепес» та національної збірної Азербайджану.

## Клубна кар'єра
Айтадж Шаріфова народилася 8 січня 1997 року.
Грає у футбол на позиції воротаря. Виступала за казахстанський «Окжетпес», звідки перейшла до «Угуру» із Сумгаїта. У його складі у 2018 році виграла чемпіонат Азербайджану.
У 2019 році перебралася до ісландського «Кеплавіка», у складі якого провела 15 матчів. «Кеплавік» посів 9-е місце серед 10 команд і вибув у першу лігу.
У 2020 році перейшла до турецького «Гакарігєджуспор». У сезоні 2021/22 років виступала в турецькій Суперлізі.

## Кар'єра в збірній
У 2012 році провела 6 матчів за дівочу збірну Азербайджану (WU-17), забила 1 м'яч. У 2013-2016 роках зіграла 12 матчів за жіночу молодіжну збірну Азербайджану (WU-19). З 2019 року виступає за головну збірну країна, провела 2 матчі чемпіонату Європи 2022 року та 3 поєдинки у кваліфікації Чемпіонату світу 2023 року.

## Статистика виступів

### Клубна
Станом на 12 січня 2022.
| Клуб              | Сезон   | Ліга                 | Ліга  | Ліга | Континентальні | Континентальні | Національні | Національні | Загалом | Загалом |
| Клуб              | Сезон   | Дивізіон             | Матчі | Голи | Матчі          | Голи           | Матчі       | Голи        | Матчі   | Голи    |
| ----------------- | ------- | -------------------- | ----- | ---- | -------------- | -------------- | ----------- | ----------- | ------- | ------- |
| «Гакарігєджуспор» | 2019–20 | Перша ліга Туреччини | 4     | 0    | -              | -              | 0           | 0           | 4       | 0       |
| «Гакарігєджуспор» | 2021–22 | Суперліга Туреччини  | 5     | 0    | -              | -              | 6           | 0           | 11      | 0       |
| «Гакарігєджуспор» | Загалом | Загалом              | 9     | 0    | -              | -              | 6           | 0           | 15      | 0       |